# تاريخ الإنسانية (اليونسكو)
تاريخ الإنسانية هي سلسلة مطبوعات وجزء من مجموعة تاريخ اليونسكو العام والإقليمي . يسعى المنشور إلى المساهمة في التفاهم والحوار المتبادلين بين الثقافات والحضارات. تسعى هذه السلسلة إلى توضيح المواجهات بين الثقافات عبر التاريخ ومساهمات كل منها في التقدم العام للبشرية. ويتم ذلك من خلال تعزيز رؤية تعددية للتاريخ.

## الأهداف والموضوعات الرئيسية

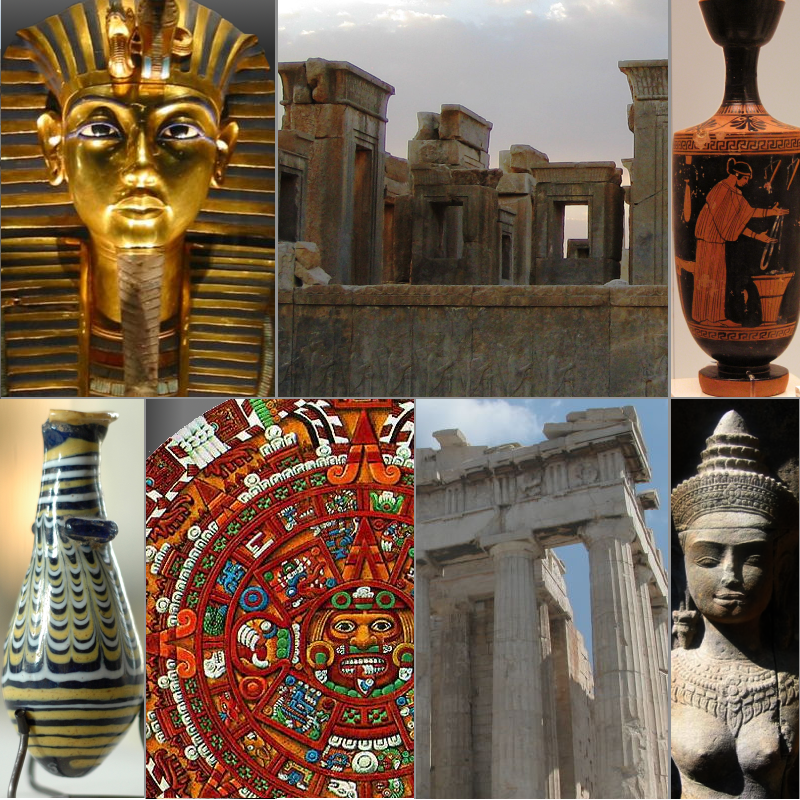
الحضارات القديمة.

«الجمع بين التاريخ السياسي والثقافي والاجتماعي والاقتصادي، وضعت العديد من المجلدات المنتجة في منظورها الصحيح، ما يشكل في تنوع الممارسات والمفاهيم والذكريات التي تشكل جزءًا من التراث المشترك للإنسانية. كان ذلك، هدف تاريخ التطور العلمي والثقافي للبشرية.» كويشيرو ماتسورا، المدير العام لليونسكو، 2009
تاريخ الإنسانية - التطور العلمي والثقافي (العنوان الكامل للنسخة الأولى من السلسلة) ، يوفر تاريخًا عالميًا للإنسانية، ويشمل العديد من وجهات النظر والذكريات والآراء من جميع أنحاء العالم ومن وجهات نظر مختلفة في التاريخ. وقد اضطلعت اليونسكو بهذه المهمة الرئيسية بالتعاون مع أكثر من 450 من العلماء والباحثين البارزين. يستكشف سرد التاريخ هذا مدى التقدم الثقافي الإنساني في جميع أنحاء العالم، ويسعى إلى تعزيز الاحترام المتبادل والتضامن من خلال نزع سلاح التاريخ.
تبدأ المجلدات بفترة ما قبل التاريخ وبداية الحضارة، وتستمر حتى القرن العشرين. تُستخدم الطرق التقليدية للبحث التاريخي المبنية على مصادر مكتوبة مع طرق أكثر حرجًا معاصرة، ومصادر شفهية، ومساهمات من علم الآثار. نُشر تاريخ الإنسانية في ستة مجلدات وبعدد من اللغات، بما في ذلك الإنجليزية والفرنسية والإيطالية والروسية والإسبانية والبرتغالية.

## التاريخ
طرحت في عام 1946 الأفكار المبدئية لليونسكو للعمل على مشروع يوضح الذاكرة الجماعية للإنسانية. وعقب إنشاء اللجنة العلمية الدولية وتشكيل فرق دولية لإجراء البحوث، اكتملت الطبعة الأولى من هذه السلسلة تاريخ الإنسانية - التنمية العلمية والثقافية في عام 1966. على مدى العقود التالية، مع التطورات غير المسبوقة في العلوم الاجتماعية والفيزيائية والتقدم التكنولوجي، تم تكييف المشروع وإعادة تكييفه مرة أخرى لتعكس هذه التغييرات بشكل صحيح. لذلك أعدت الطبعة الثانية ابتداء من عام 1980 وانتهت في عام 2009.

## المجلدات
- المجلد الأول: ما قبل التاريخ وبدايات الحضارات

- المجلد الثاني: من الألفية الثالثة إلى القرن السابع قبل الميلاد

- المجلد الثالث: من القرن السابع قبل الميلاد إلى القرن السابع الميلادي
- المجلد الرابع: من القرن السابع إلى القرن السادس عشر
- المجلد الخامس: من القرن السادس عشر إلى القرن الثامن عشر
- المجلد السادس: القرن التاسع عشر
- المجلد السابع: القرن العشرين

## روابط خارجية
- اليونسكو
- اليونسكو - تاريخ الإنسانية
- تاريخ اليونسكو العام والإقليمي: مساهمة في التقارب بين الثقافات
- اللجنة العلمية الدولية
- رسالة اليونسكو، تاريخ الشعوب - إعادة صياغة الماضي ، العدد 8، 2009